# Rudolf von Gneist
Rudolf von Gneist (ur. 13 sierpnia 1816 w Berlinie, zm. 22 lipca 1895 tamże) – niemiecki prawnik i polityk, profesor Uniwersytetu Fryderyka Wilhelma w Berlinie, poseł do sejmu pruskiego i Reichstagu.

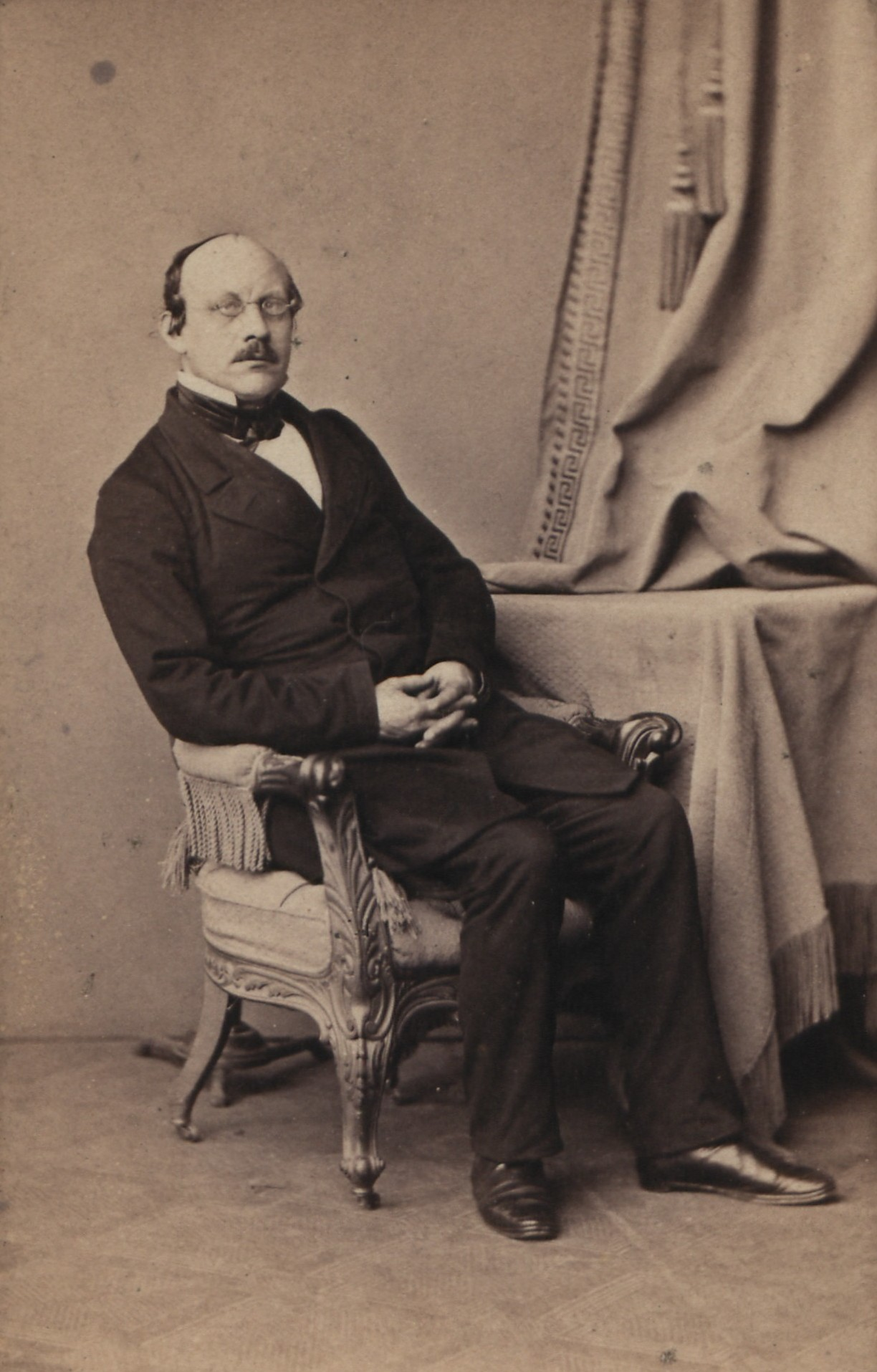
Rudolf von Gneist, [ca 1870

## Życiorys
Od 1833 studiował prawo w Berlinie. Po 1839 został prywatnym docentem na Wydziale Prawa Uniwersytetu w Berlinie a od 1844 profesorem prawa publicznego. W 1845 został profesorem nadzwyczajnym a w 1858 profesorem zwyczajnym berlińskiego Uniwersytetu.
Zajmował się samorządem, szczególnie samorządem terytorialnym, który stanowił zdaniem Gneista autonomiczną administrację powiatów i gmin, sprawowaną przez honorowych urzędników, utrzymywaną z podatku gruntowego.
Wywarł znaczny wpływ na ustawodawstwo administracyjne w Prusach, przyczynił się do przekształcenia Prus w państwo prawne, uniezależnienia sądownictwa od administracji i wprowadzenia sądownictwa administracyjnego. Interesował się także i ustrojem Wielkiej Brytanii. Został członkiem i pierwszym prezesem Zrzeszenia Polityki Społecznej (Verein für Sozialpolitik), które propagowało tzw. socjalizm z katedry. Przewodniczył wielu zjazdom niemieckich prawników od 1868 do 1893.
Jako poseł należał od 1867 do czołowych działaczy stronnictwa narodowo-liberalnego, reprezentującego burżuazję, popierającego kolonializm, politykę imperialną i antypolską.

## Dzieła
- Das heutige englische Verfassungs- und Verwaltungsrecht, t. 1–3, 1857–1863 (Współczesne angielskie prawo konstytucyjne i administracyjne).